# Championnat de Libye de football 1977-1978
Navigation
Saison précédente Saison suivante
La saison 1977-1978 du Championnat de Libye de football est la treizième édition du championnat de première division libyen. La compétition est en fait une phase finale qui réunit les trois clubs vainqueurs des championnats régionaux (Est, Ouest et Sud). Les clubs affrontent deux fois leurs adversaires, à domicile et à l'extérieur.
C'est le club d'Al Ahly Tripoli, vainqueur du championnat régional Ouest, qui remporte le titre, après avoir terminé en tête du classement devant Al Nasr Benghazi et Al Qurthabia Sabha. C'est le cinquième titre de champion de Libye de l'histoire du club.

## Les clubs participants
| - Al Qurthabia Sabha - Champion de la région Sud - Al Nasr Benghazi - Champion de la région Est - Al Ahly Tripoli - Champion de la région Ouest |

## Compétition

### Classement
| Rang | Équipe             | Pts | J | G | N | P | Bp | Bc | Diff |  | Résultats (▼ dom., ► ext.) | Ahl | Nas | Qur |
| ---- | ------------------ | --- | - | - | - | - | -- | -- | ---- |  | -------------------------- | --- | --- | --- |
| 1    | Al Ahly Tripoli    | 6   | 4 | 3 | 0 | 1 | 8  | 1  | +7   |  | Al Ahly Tripoli            |     | 2-0 | 3-0 |
| 2    | Al Nasr BenghaziC  | 5   | 4 | 2 | 1 | 1 | 3  | 3  | 0    |  | Al Nasr BenghaziC          | 1-0 |     | 1-1 |
| 3    | Al Qurthabia Sebha | 1   | 4 | 0 | 1 | 3 | 1  | 8  | -7   |  | Al Qurthabia Sebha         | 0-3 | 0-1 |     |

| Qualifications et relégations | Qualifications et relégations                                  |
| ----------------------------- | -------------------------------------------------------------- |
|                               | Qualification pour la Coupe d'Afrique des clubs champions 1979 |
|                               | Qualification pour la Coupe des Coupes 1979                    |
|                               | C : Vainqueur de la Coupe de Libye                             |

## Bilan de la saison
| Championnat de Libye de football 1977-1978 |                            |
| Champion                                   | Al Ahly Tripoli (5e titre) |
| Coupes et trophées                         |                            |
| Vainqueur de la Coupe de Libye 1977-1978   | Al Nasr Benghazi           |
| Qualifications continentales               |                            |
| Coupe d'Afrique des clubs champions 1979   | Al Ahly Tripoli            |
| Coupe des Coupes 1979                      | Al Nasr Benghazi           |
| Promotions et relégations                  |                            |
| Promus en Premier League                   | Aucun                      |
| Relégués en Second Division                | Aucun                      |